# Janko Nikola Grahor
Janko Grahor (Petrinja, 6. prosinca 1827. – Zagreb, 22. studenog 1906.) bio je hrvatski graditelj, projektant i društveni djelatnik.

## Životopis
Graditeljski zanat počeo je učiti u rodnoj Petrinji, a potom je nastavio produbljivanje znanja u Austriji, Švicarskoj, Italiji i Francuskoj. Obrtnu školu završio je u Frankfurtu na Majni.
Po povratku u Hrvatsku isprva radi u Novoj Gradiški, a potom u Zagrebu dobiva mjesto inženjera i mjernika u regulacijskim poslovima. Prvi poznati rad mu je nerealizirani projekt za preoblikovanje glavnog pročelja episkopskog dvora u Plaškom iz 1857. godine.
Zajedno s Franjom Kleinom utemeljuje poznatu graditeljsku tvrtku Grahor-Klein koja će obilježiti graditeljski rast Zagreba s kraja 19. i početka 20. stoljeća. Grahor i Klein projektirali su zgradu Hrvatskog glazbenog zavoda 1875. Prema Schmidtovu projektu, Grahor podiže i palaču HAZU, zgradu Prve hrvatske štedionice, te stambene zgrade u Preradovićevoj 24 i Ilici 12. Sve njegove građevine imaju obilježja povijesnih stilova toga doba.
"Grahor je jedan od prvih domaćih graditelja koji je »unio novu notu, notu sažete i stroge uravnoteženosti otvora pročelja sa snažnom redukcijom plastično dekorativnog inventara fasade« (Ivo Maroević)".
Sa svojim sinovima osnovao je tvrtku za trgovinu ciglom i vapnom, a bio je i gradski zastupnik, predsjednik Trgovačke obrtničke komore i prvi predsjednik zagrebačkog Vatrogasnog društva i predsjednik Hrvatskih inženjera i arhitekata.
Godine 1902. postavljeno je u atriju Trgovačke i obrtničke komore Grahorovo poprsje koje je izradio Rudolf Valdec.

## Vanjske poveznice
- Grahor, Janko Nikola Hrvatska tehnička enciklopedija, portal hrvatske tehničke baštine. LZMK